# Tondabayashi
Tondabayashi (japanska: 富田林市?, Tondabayashi-shi) är en stad i Osaka prefektur i Japan. Staden fick stadsrättigheter 1950.